# Mexico 86
Pour plus de détails, voir Fiche technique et Distribution.
Mexico 86 est un film dramatique franco-belge réalisé par César Díaz et sorti en 2024,.

## Synopsis
Lors de la guerre civile au Guatemala, les menaces de mort obligent l'activiste Maria à fuir le pays en 1976. Dix ans plus tard, son fils la rejoint au Mexique où elle réside, et elle lutte pour trouver l'équilibre entre sa vie familiale et son engagement politique.

## Fiche technique
Sauf indication contraire, les informations mentionnées dans cette section peuvent être confirmées par les bases de données cinématographiques IMDb et Allociné,  présentes dans la section « Liens externes ».
- Titre original : Mexico 86
- Réalisation : César Díaz
- Scénario : César Díaz
- Musique : Rémi Boubal
- Décors : Pilar Peredo
- Costumes : Sabrina Riccardi
- Photographie : Virginie Surdej
- Son : Bruno Schweisguth, Charles de Ville et Gilles Benardeau
- Montage : Alain Dessauvage
- Production : Anne-Laure Guégan et Géraldine Sprimont
  - Coproduction : Delphine Schmit et Hans Everaert
- Société de production : Need Productions, Tripode Productions, Pimienta Films, Menuet, RTBF, Voo, Proximus et Shelter Prod
- Société de distribution : BAC Films et Goodfellas
- Pays de production :  France et  Belgique
- Langue originale : espagnol
- Format : couleur — 2,39:1 — son 5.1
- Genre : Drame
- Durée : 93 minutes
- Dates de sortie :
  - Suisse : 10 août 2024 (Locarno)
  - France : 
    - 27 mars 2025 (Villeurbanne)
    - 23 avril 2025 (en salles)

## Distribution
- Bérénice Bejo : Maria
- Matheo Labbe : Marco
- Leonardo Ortizgris : Miguel
- Julieta Egurrola : Eugenia

## Sortie

### Accueil critique
En France, le site Allociné donne une moyenne de 3⁄5, d'après l'interprétation de 20 critiques de presse.